# Monument to Change as it Changes

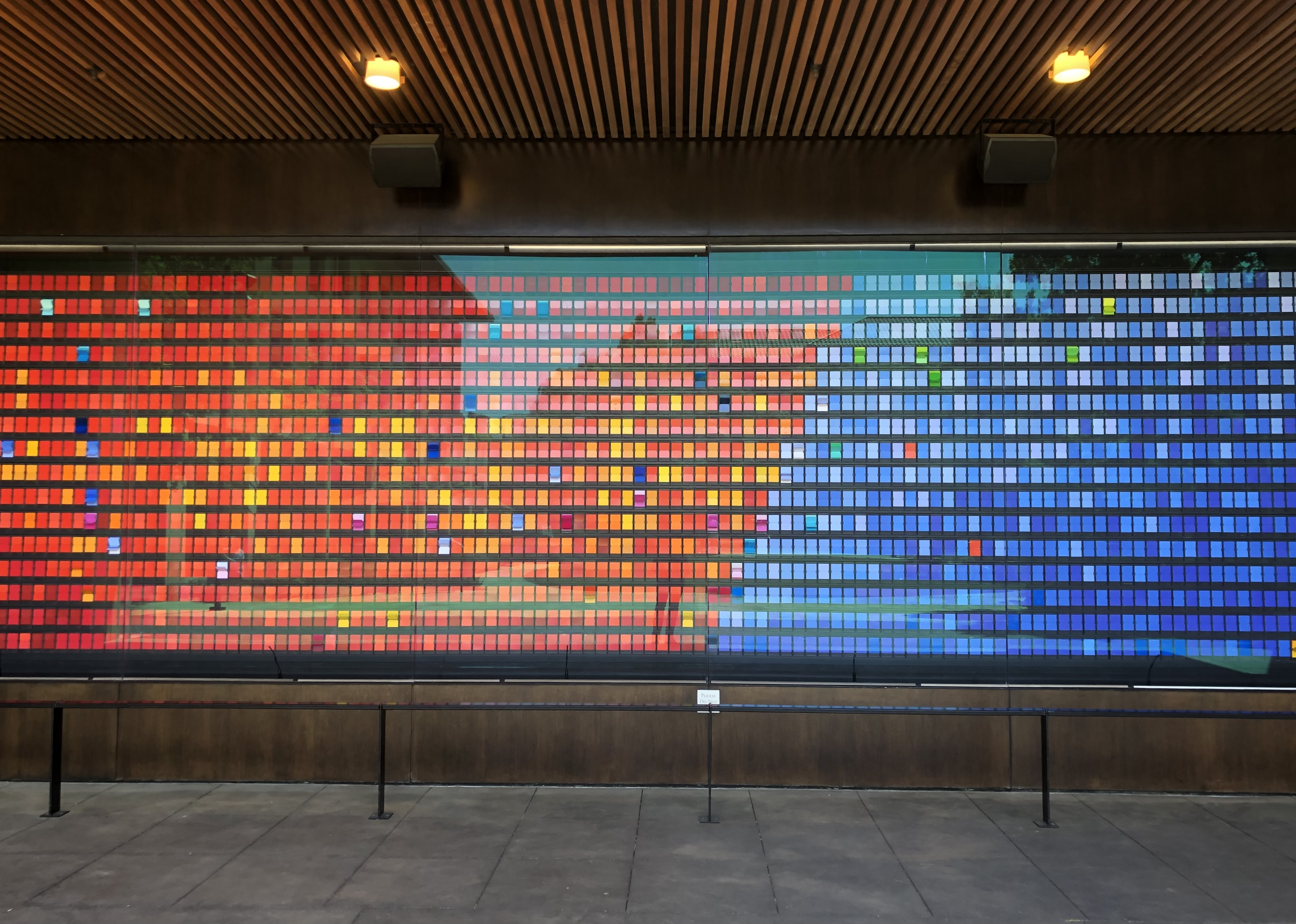
Monument to Change as it Changes, 2023

Monument to Change as it Changes ist ein Kunstwerk auf dem Gelände der Stanford University in Kalifornien.

## Lage
Das Kunstwerk befindet sich auf dem Campus der Universität an der südlichen Außenmauer der Zambrano Hall des Knight Management Centers der Graduate School of Business, nördlich des Knight Ways, westlich des Arbuckle Dining Pavilions.

## Gestaltung und Geschichte
Das von Peter Wegner im Jahr 2011 geschaffene Werk besteht aus 2048 Sätzen farbiger Karten, die über einen programmierten Mechanismus, wie er insbesondere auf europäischen Bahnhöfen für Anzeigetafeln verwendet wird, umgeblättert werden. Das sich so fortlaufend, mit sanften Klickern der Karten ändernde Muster der Wand, bleibt jeweils innerhalb eines Zeitraums von acht Stunden einzigartig.
Wegner schuf das Objekt, gemeinsam mit anderen Werken, für die 2011 erfolgte Eröffnung des Knight Management Centers. Als verwendete Materialien nannte er Stahl, Polykarbon und Zeit. Die Skulptur steht dabei nicht als Denkmal für etwas Vergangenes, sondern für den Prozess der Veränderung an sich. Anders als bei den Bahnhofsanzeigen ist das angezeigte Ziel jedoch immer Farbe und ändert sich ständig. Das Kunstwerk soll so, gerade die Menschen an der Universität, auf eine sich ständig verändernde Zukunft vorbereiten, zum Nachdenken bringen und trotz der Veränderungen Gelassenheit ausstrahlen.
Eine erste Idee die Technologie der Anzeigentafeln für ein Kunstwerk zu nutzen, hatte Wegner bereits Ende der 1980er Jahre auf dem Bahnsteig eines Berliner Bahnhofs, wo er erstmals die Technik sah. Die jetzige Skulptur wurde nach den Ideen Wegners von einem Schweizer Unternehmen gefertigt und wiegt drei Tonnen. Aufgrund des Gewichts musste die zur Befestigung vorgesehene Wand neu berechnet und mit Stahl verstärkt werden.